# Boeing

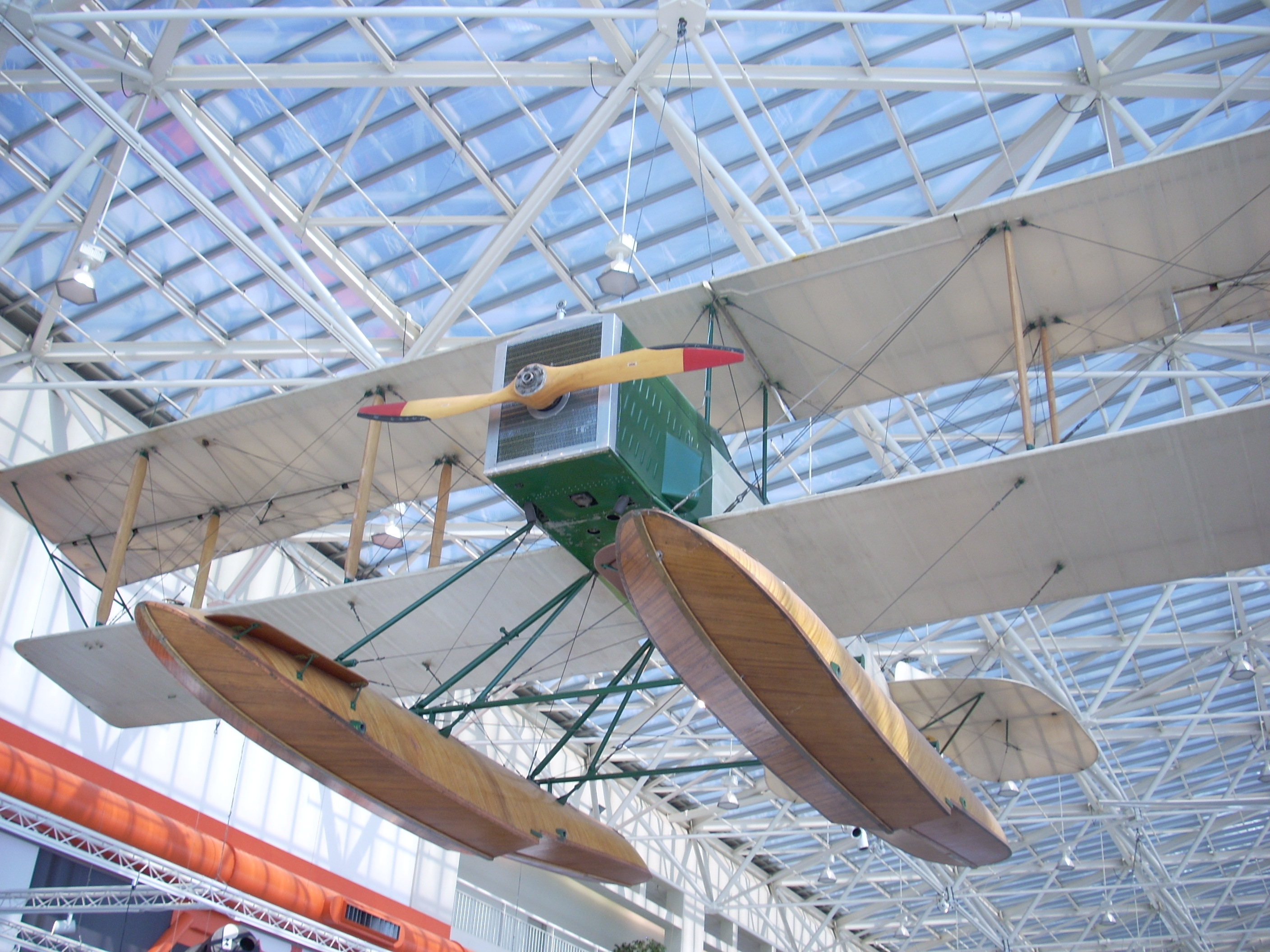
Pierwszy samolot Boeinga, B & W Seaplane

Boeing Company – amerykański koncern lotniczy, zbrojeniowy i kosmiczny z siedzibą w Chicago. Dwa najważniejsze działy stanowią:
- Boeing Commercial Airplanes – drugi co do wielkości (po Airbus) producent samolotów pasażerskich na świecie[2] z siedzibą w Renton (Waszyngton); główne zakłady znajdują się w Everett (Waszyngton) (modele 767 i 777), 60 km na północ od Seattle, w Renton (model 737), 21 km na południe od Seattle oraz w Charleston (Karolina Południowa) (model 787).
- Boeing Defense, Space & Security (do 2010 jako Integrated Defense Systems[3]) – odpowiedzialny za produkcję wojskową i kosmiczną z siedzibą w Saint Louis (Missouri); zakłady: St. Louis – (F-15 i F/A-18), Filadelfia (Pensylwania) – (CH-47, V-22), Long Beach – (C-17), Mesa (Arizona) – (AH-64)[4], dział Phantom Works odpowiedzialny za badania.

Boeing produkuje różne typy samolotów i śmigłowców, przeznaczonych zarówno dla wojska, jak i służb cywilnych. Uczestniczy w programach badania kosmosu, produkując zespoły i podzespoły do rakiet nośnych, sztucznych satelitów i statków kosmicznych.
Jest spółką akcyjną, notowaną na Nowojorskiej Giełdzie (NYSE) od 5 sierpnia 1934. W 1997 Boeing przejął firmę McDonnell Douglas, największego producenta samolotów wojskowych i jedynego konkurenta wśród odrzutowców komercyjnych na rynku USA.

## Historia

### Początki

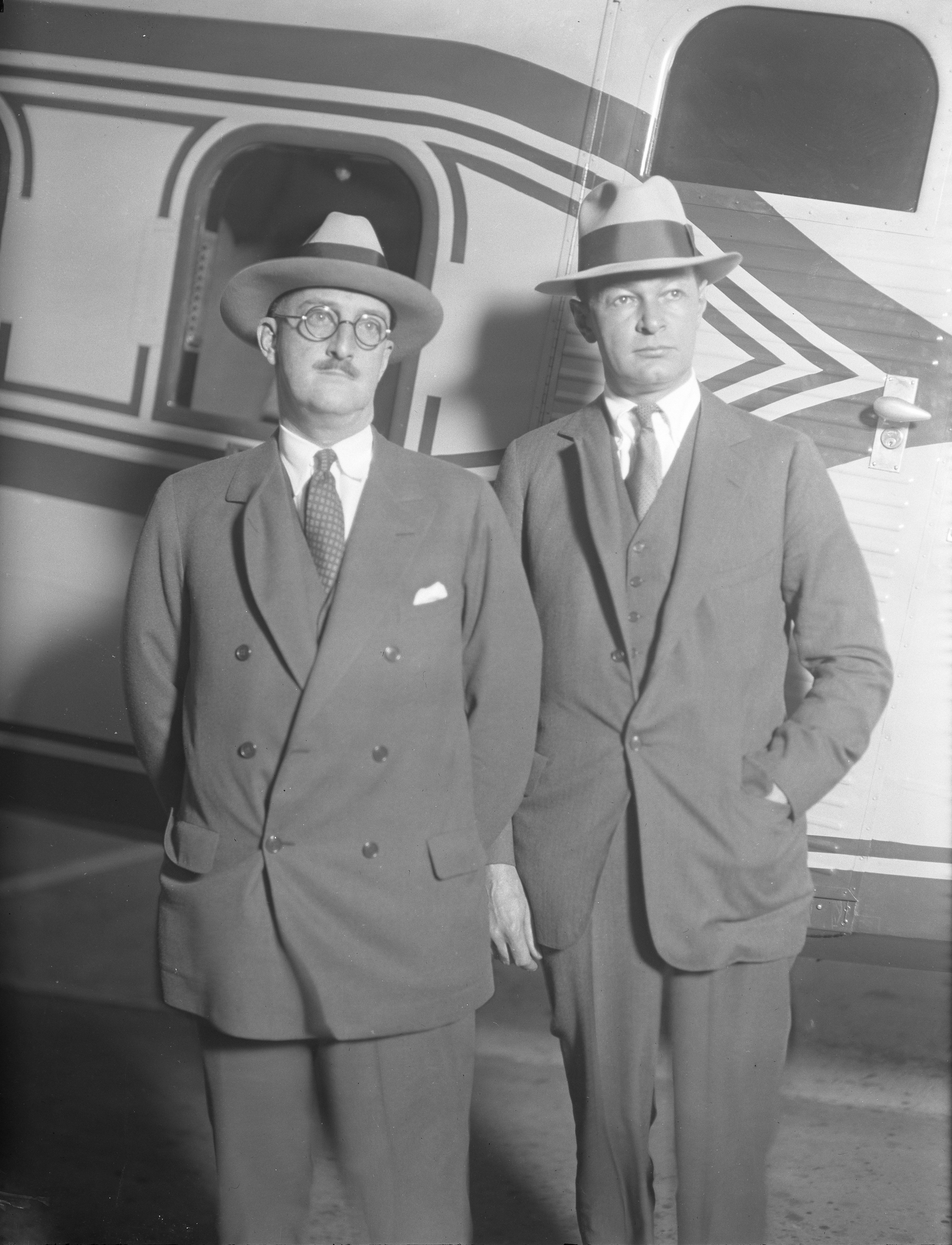
William Edward Boeing (z lewej)

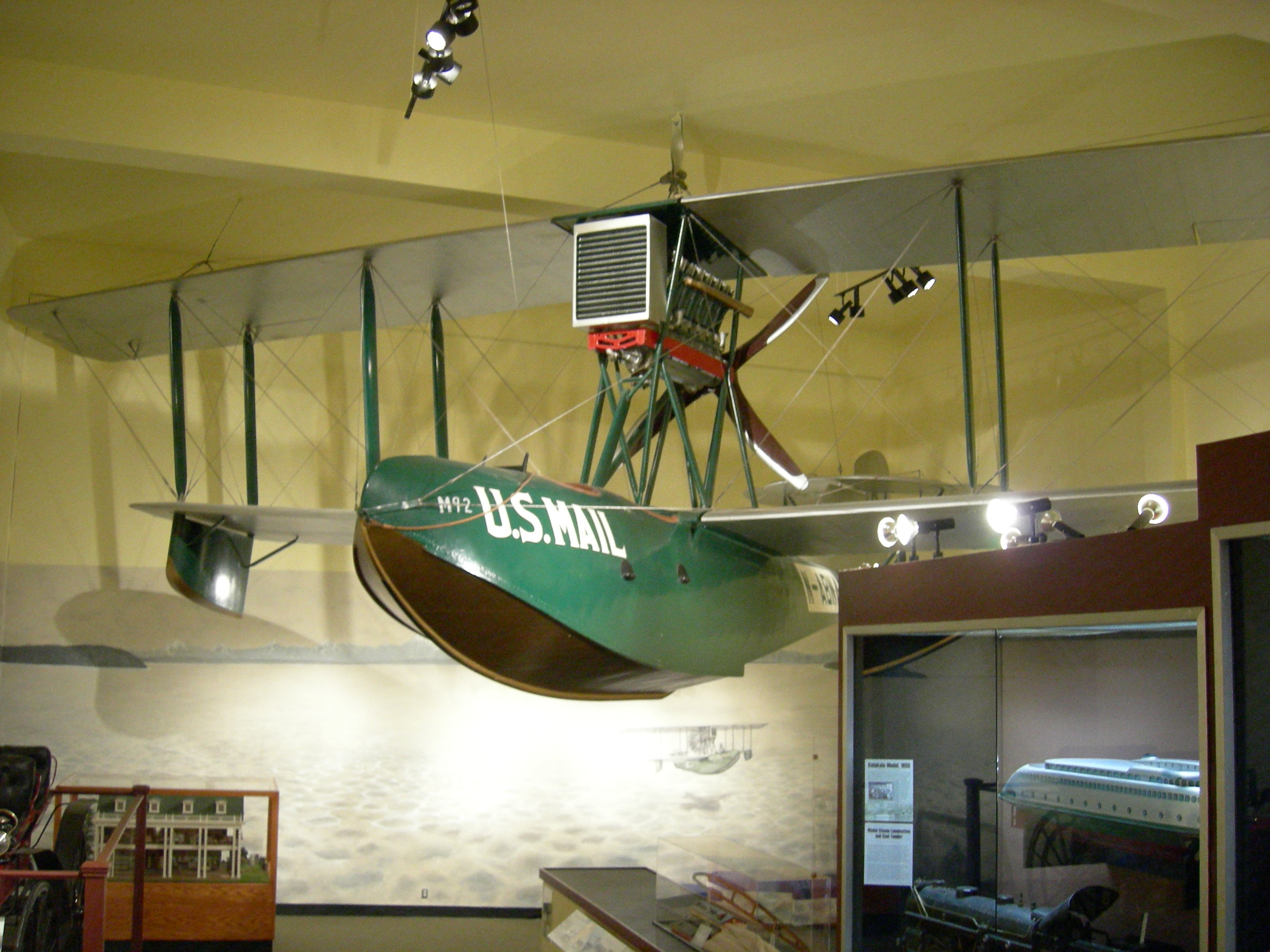
Boeing Model 6

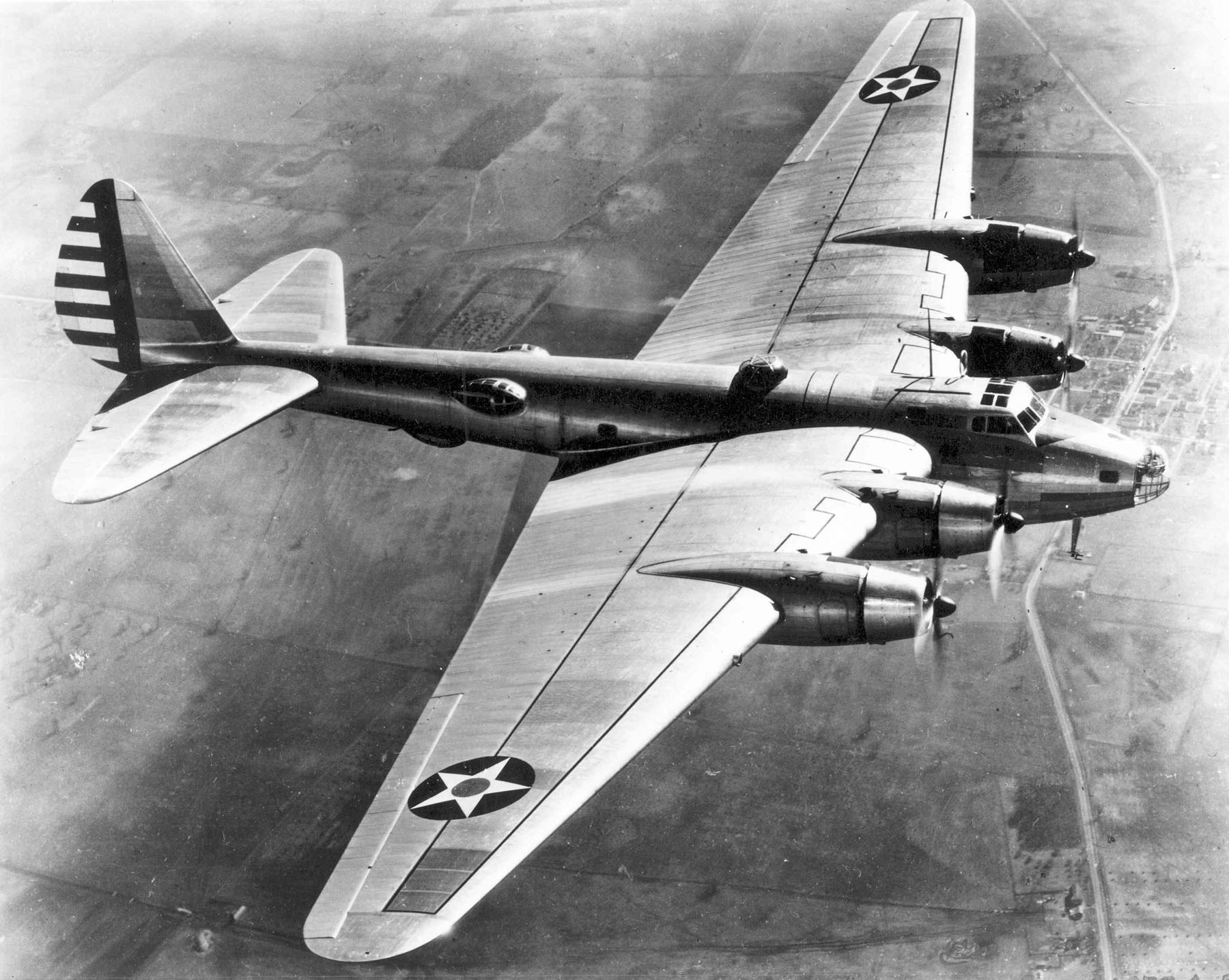
XB-15

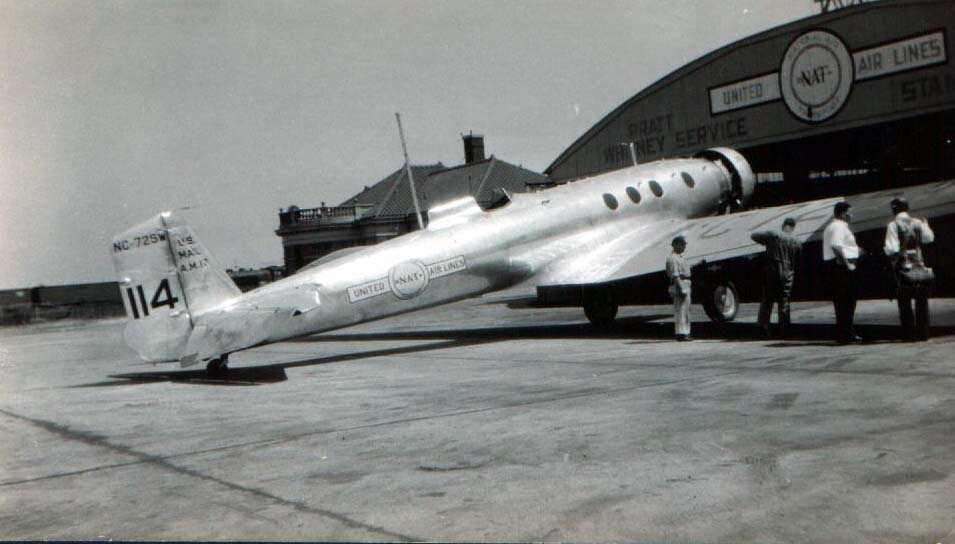
Boeing Monomail

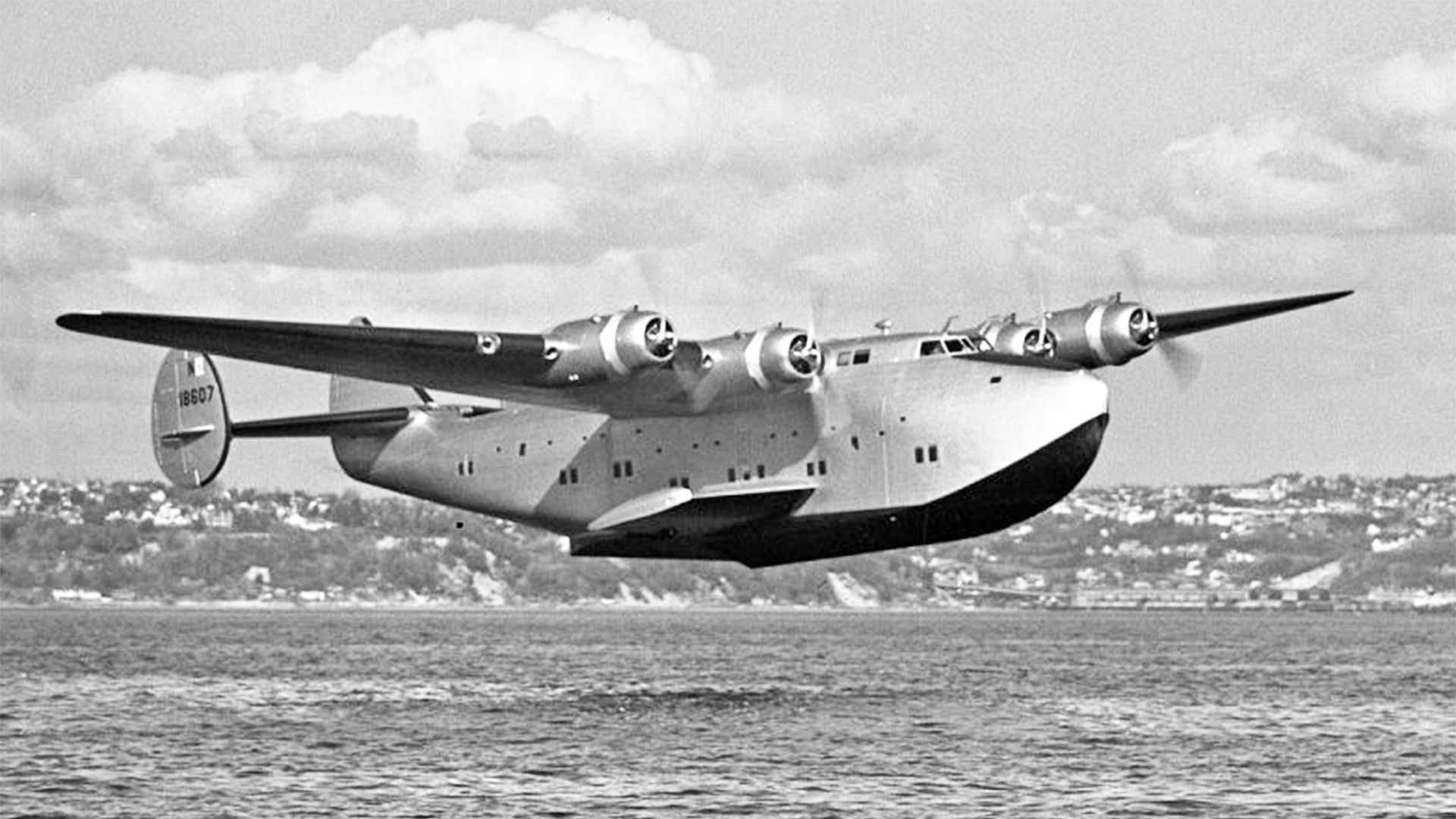
Boeing 314 Clipper

Firma została założona w 1916 w Seattle pod nazwą „Pacific Aero Products Co”. Nadana rok później nazwa „Boeing Airplane Company” pochodzi od nazwiska współzałożyciela – Williama E. Boeinga. Pierwszym samolotem wyprodukowanym przez firmę był wodnosamolot Boeing Model 1, znany również pod oznaczeniem B & W Seaplane. Samolot został zaprojektowany wspólnie przez Boeinga i oficera US Navy Conrada Westervelta. Pierwszym samolotem sygnowanym nazwą Boeinga był wodnosamolot Boeing Model 2, znany również pod oznaczeniem Boeing Model C. Maszyna w 1917 została zakupiona przez amerykańską marynarkę w liczbie 50 sztuk. Po zakończeniu I wojny światowej, Boeing konstruował nowe samoloty, m.in. łodzie latające, samoloty pocztowe, samoloty treningowe, myśliwskie, które eksportował m.in. do Kanady. Pierwszym samolotem wytwórni powstałym z myślą o przewozach pasażerskich był Boeing Model 6, znany również pod oznaczeniem B-1. Maszyna mogła przewozić pilota, dwóch pasażerów i ładunek poczty. Coraz większą wagę przykładano do transportu cywilnego. W 1927 Boeing założył linie lotnicze nazwane Boeing Air Transport, które uruchomiły regularne połączenie Chicago – San Francisco. Były to również pierwsze linie lotnicze, które na pokładach swoich samolotów obok pilotów zatrudniły również personel pokładowy – stewardesy.
Firma nabywała również inne firmy z branży lotniczej. W 1929 Boeing kupił Pratt and Whitney (wówczas był to producent samolotów). Powstał wówczas koncern United Aircraft and Transport. Ustawa antytrustowa z czerwca 1934 zakazała jednak działania takich korporacji i koncern podzielono na trzy działy, w tym: Boeing Airplane Company oraz United Airlines. Założyciel firmy załamany tym faktem postanowił sprzedać swoje udziały i wycofał się z biznesu lotniczego.
5 sierpnia 1934 akcje Boeinga zadebiutowały na giełdzie. Firma inwestowała w nowe technologie, jako pierwsza na amerykańskim rynku producentów lotniczych zastosowała w swoich samolotach konstrukcje ze spawanych stalowych ram, które w latach 30. zastąpiono profilowanymi elementami metalowymi. W 1930 powstały pierwsze jednopłatowe samoloty Boeinga: Boeing Monomail, przeznaczony do przewozu towarów i poczty, myśliwski P-26 Peashooter, rok później pierwszy bombowiec B-9. W 1934 rozpoczęto pracę nad czterosilnikowym bombowcem XB-15, a później Modelem 299, pierwowzorem późniejszego B-17 Flying Fortress. Wykorzystując doświadczenia zdobyte przy konstrukcji dużych samolotów, na zamówienie linii lotniczych Pan Am zbudowano łódź latającą zdolną pokonywać trasy transatlantyckie. Boeing 314 Clipper, największy samolot pasażerski swoich czasów, mogący zabrać na pokład 90 pasażerów, odbył pierwszy lot w czerwcu 1938.

### II wojna światowa
W czasie II wojny światowej zakłady produkowały głównie samoloty bombowe: B-17 i Boeing B-29 Superfortress. Większość zatrudnionych stanowiły kobiety. Zaprojektowane przez Boeinga bombowce powstawały, w ramach wojennej kooperacji, również w innych wytwórniach, m.in.: Lockheeda, Douglasa, Bella. Jeszcze podczas wojny, w 1943, rozpoczęto projekt, którego rezultatem była budowa bombowca Boeing B-47 Stratojet. Pod koniec wojny macierzyste zakłady Boeinga zatrudniały 45 000 ludzi.

### Okres powojenny

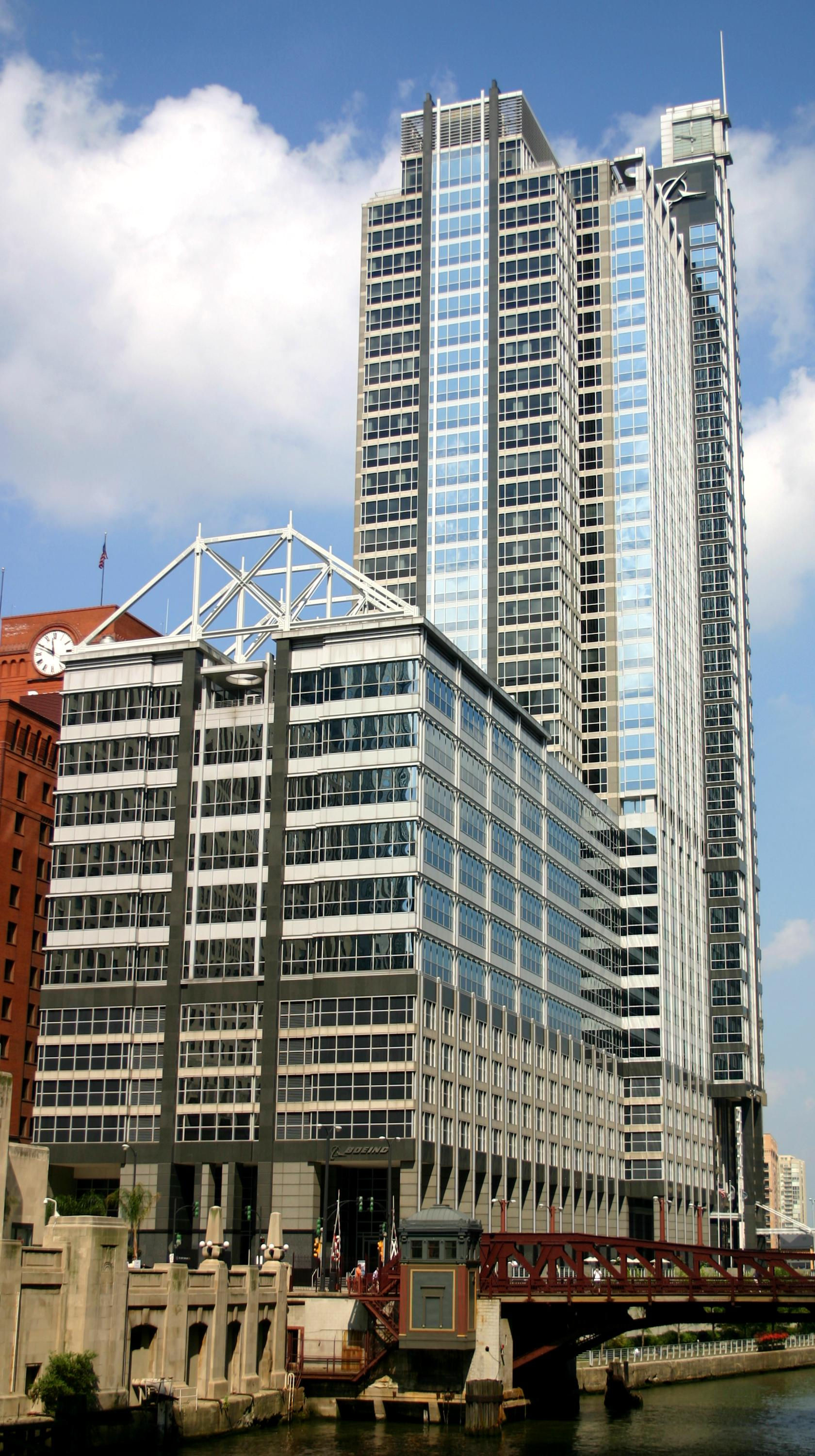
Siedziba główna Boeing Company w Chicago

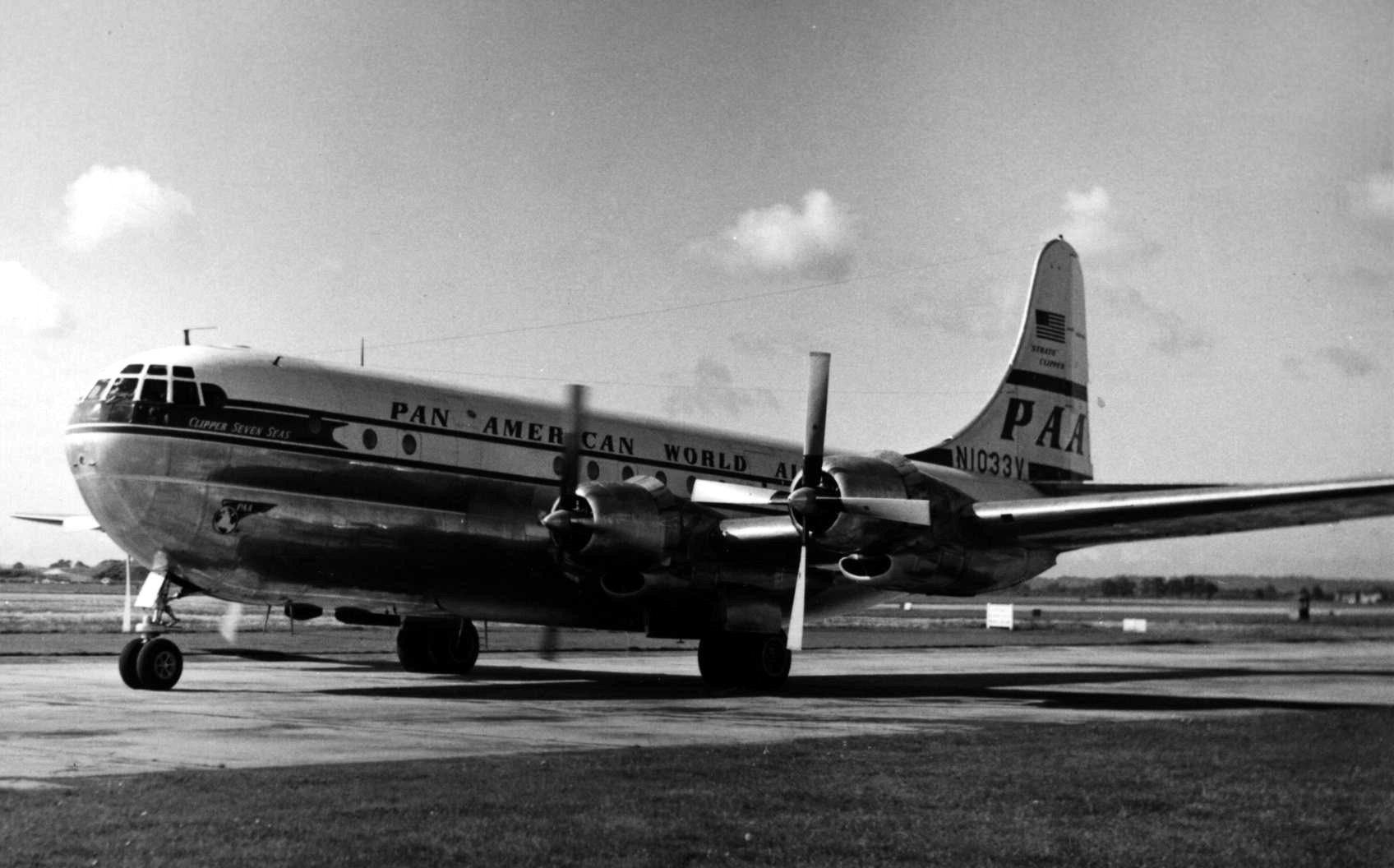
Boeing 377

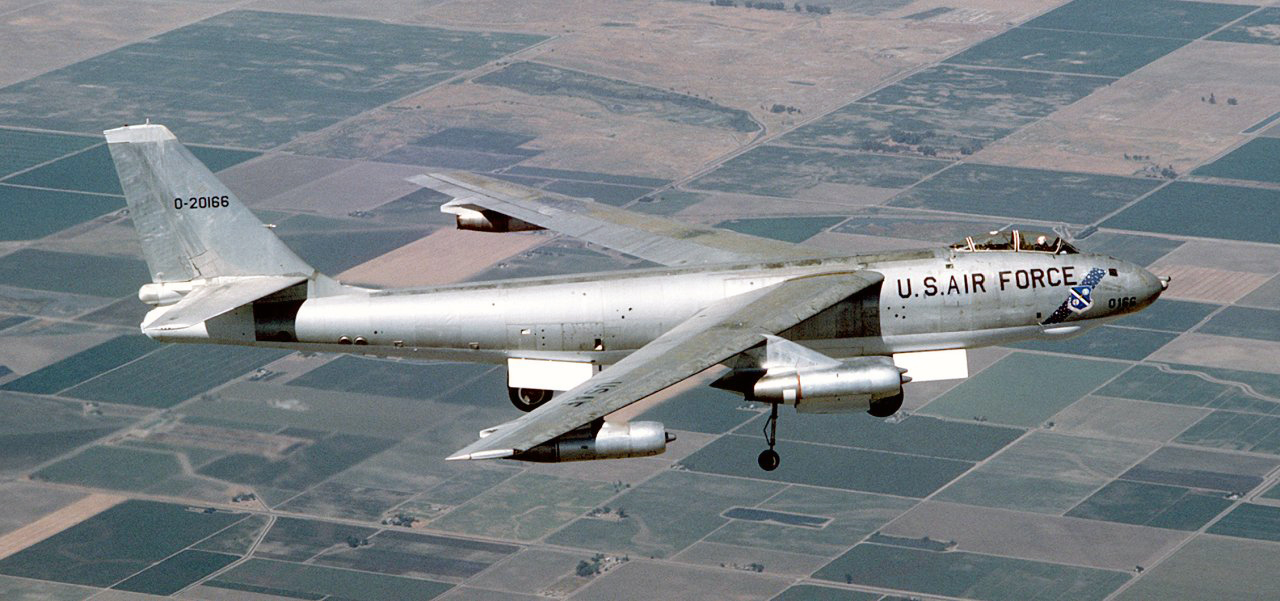
Boeing B-47 Stratojet

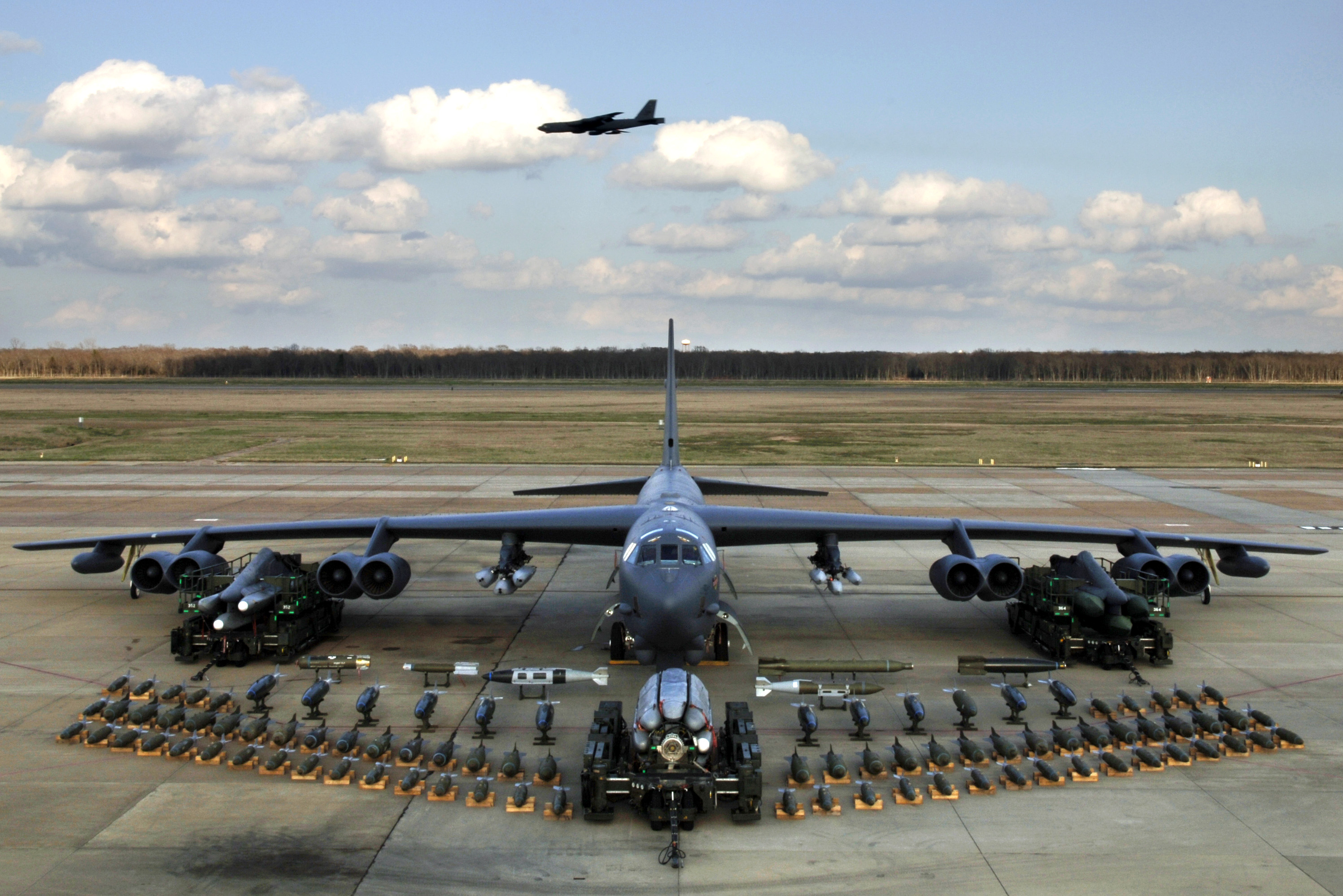
Boeing B-52 stratofortress

Po zakończeniu wojny i spadku zapotrzebowania na samoloty bombowe firma zmuszona była ograniczyć zatrudnienie i zwolnić ok. 70 000 pracowników. Luksusowy samolot pasażerski Boeing 377 Stratocruiser, zbudowany w oparciu o transportowego Stratofreightera, zbudowany w ponad 50 egzemplarzach, nie spełnił oczekiwań finansowych firmy. Sytuację ratowała sprzedaż bombowców lub samolotów z nich się wywodzących, przerobionych na samoloty transportowe i latające cysterny (KC-97 Stratotanker).
W drugiej połowie lat 40. firma zaczęła wkraczać w erę samolotów odrzutowych. Ważną konstrukcją był B-47 Stratojet, zbudowany w oparciu o niemieckie doświadczenia z okresu II wojny światowej. Pomiędzy 1947 a 1956 wyprodukowano ponad 2000 egzemplarzy tego wielosilnikowego bombowca. Jego następcą stał się B-52 Stratofortress, oblatany w 1952, używany w amerykańskim lotnictwie do dziś. W latach 60., dzięki zakupowi firmy Vertol, Boeing stał się producentem helikopterów: CH-47 Chinook i CH-46 Sea Knight, używanych przez oddziały armii, marynarki i marines. Również w 1952 zaprojektowano Model 367-80 (Dash 80), którego rozwinięciem stały się samoloty KC-135 Stratotanker – pierwszy powietrzny zbiornikowiec o napędzie odrzutowym, oraz Boeing 707, pierwszy dalekodystansowy samolot pasażerski wyprodukowany przez firmę. Dzięki tej czterosilnikowej maszynie, zdolnej przewieźć 156 pasażerów, Stany Zjednoczone stały się potentatem w produkcji samolotów pasażerskich. Jego następcami były: B720 i B727. B727, trzysilnikowa maszyna przeznaczona do lotów średniodystansowych, produkowany był do 1984 i zdobył uznanie pilotów i pasażerów (do dziś lata ich około 1 300). W 1967 Boeing zbudował kolejny samolot pasażerski, krótko- i średniodystansowy – dwusilnikowy B737, produkowany (z licznymi modyfikacjami) do dziś.
Po zakończeniu II wojny światowej firma prowadziła badania nad napędem rakietowym i rakietami bojowymi. Owocem prób stał się naddźwiękowy pocisk przeciwlotniczy IM-99 Bomarc z 1955, wyprodukowany w liczbie 700 sztuk. Kolejnym był międzykontynentalny pocisk balistyczny LGM-30 Minuteman, przyjęty na uzbrojenie w październiku 1962. Boeing włączył się w podbój przestrzeni kosmicznej, czego efektem były: Lunar Orbiter, który przesłał zdjęcia 99% powierzchni Księżyca (1966), pierwszy człon rakiety Saturn V (S-IC), Lunar Roving Vehicle – pojazd wykorzystany podczas trzech ostatnich misji programu Apollo i inne.
Na początku lat 70. sytuacja firmy pogorszyła się. Związane to było z ograniczeniem programu lotów kosmicznych i zawieszeniem przez rząd amerykański finansowego wsparcia naddźwiękowego odrzutowca pasażerskiego, oznaczonego jako SST (Supersonic Transport), który miał być odpowiedzią na francusko-brytyjski projekt Concorde’a. Dużym problemem był kryzys na rynku samolotów pasażerskich, a także opóźnienie i większe od założonych koszty produkcji nowego modelu B747 Jumbo Jet. Firma zwolniła prawie połowę z 80 000 swoich pracowników, próbowała inwestycji w różnych, nieraz odległych od lotnictwa działach gospodarki. Pojawienie się Jumbo Jeta (wejście do służby w 1970) zrewolucjonizowało wręcz rynek przewozów pasażerskich. Ostatnia wersja jumbo jeta (747-8) była produkowana do 2023 roku
W pierwszej połowie lat 80. sytuacja ekonomiczna zaczęła się poprawiać. Samoloty produkowane przez Boeinga, a także ich militarne wersje, stały się podstawowym wyposażeniem wielu linii lotniczych i sił zbrojnych. Wzrastała liczba pasażerów, linie zgłaszały zapotrzebowanie na coraz to większą liczbę maszyn. Pojawiła się jednak konkurencja w postaci europejskiego konsorcjum Airbusa, założonego w 1970 po znakomitych efektach programu Concorde. Boeing wprowadził w tym czasie nowe modele samolotów pasażerskich: średniodystansowego B757, oraz jego szerokokadłubowego krewniaka B767 oraz zmodyfikowaną wersję B737.
Boeing, wykorzystując doświadczenia z okresu programu Apollo, współpracował przy budowie promów kosmicznych i Międzynarodowej Stacji Kosmicznej. To i następne dziesięciolecie przyniosło rozwój produkcji wojskowej koncernu, opracowywano (również w kooperacji) m.in.: V-22 Osprey, będącego krzyżówką samolotu i śmigłowca, bombowiec typu „stealth” B-2, myśliwiec F/A-22 Raptor, śmigłowiec RAH-66 Comanche, system obrony przeciwlotniczej bliskiego zasięgu Avanger, system antyrakietowy Roland i inne. Pojawiły się również zamówienia na remonty i modernizację dotychczas używanego wyposażenia wojskowego, m.in. B-52 i KC-135.
W 1994 firma wprowadziła na rynek dwusilnikowy B777. Ten bardzo nowoczesny, zaprojektowany przy użyciu wyłącznie komputerów samolot pasażerski uzupełnił lukę między modelami B767 i B747. Kolejna, udoskonalona wersja B737 pojawiła się w połowie lat 90.
W 1996 Boeing dokonał fuzji z działem lotniczym i obronnym firmy Rockwell International Corporation, zaś w sierpniu 1997 z McDonnell Douglas Corporation, w 2000 z Hughes Electronics Corporation, producentem m.in. satelitów, Jeppesen Sanderson Inc. i Hawker de Havilland. Efektem połączenia z McDonnell Douglasem było wprowadzenie do produkcji B717 (1998), zaprojektowanego jeszcze jako MD-95, krótkodystansowego samolotu pasażerskiego dla ok. 100 pasażerów, odznaczającego się niskimi kosztami użytkowania, niskim poziomem hałasu i dużym komfortem podróżowania.
Kolejne lata nie były już tak udane dla koncernu. We znaki dawała się konkurencja ze strony Airbusa, który sukcesywnie wprowadzał nowe typy samolotów, wypierając Boeinga z rynków, na których był on praktycznie monopolistą. Nadzieją jest nowy samolot średniodystansowy B787 Dreamliner, znany również jako B7E7, który miał wejść do użytku w 2008. Jednak z różnych powodów jego pierwszy lot testowy odbył się dopiero 15 grudnia 2009. Firma twierdzi, że jeszcze przed oblataniem miała zamówienia na 850 maszyn, z których każda sprzedana będzie za około 150 mln dolarów. Dużą porażką dla firmy, nie tylko finansową, ale i prestiżową, była przegrana jej projektu X-32 w konkursie na nowy samolot bojowy (Joint Strike Fighter), następcę wysłużonych już amerykańskich maszyn. Boeing został również oskarżony o szpiegostwo przemysłowe przez konkurencyjny koncern Lockheed Martin. Karą stało się anulowanie przez Pentagon kontraktów o miliardowej wartości.
Według badania waszyngtońskiej organizacji Good Jobs First koncern Boeing otrzymał ok. 13,2 mld dolarów dotacji z programów federalnych i stanowych w okresie 2010–2013 – najwięcej spośród wszystkich zbadanych firm w USA.
W ramach prowadzonego przez NASA programu Commercial Crew Program Boeing wraz z Bigelow Aerospace pracuje nad koncepcyjnym pojazdem orbitalnym CST-100.

## Samoloty

### Cywilne
| Samolot    | Liczba | Lata produkcji |
| ---------- | ------ | -------------- |
| Boeing 737 | 11 480 | 1968–          |
| Boeing 767 | 1280   | 1982–          |
| Boeing 777 | 1710   | 1993–          |
| Boeing 787 | 1068   | 2009–          |

| Samolot                  | Liczba | Lata produkcji |
| ------------------------ | ------ | -------------- |
| Boeing Model 40          | 84     | 1925–?         |
| Boeing 247               | 75     | 1933–?         |
| Boeing 307 Stratoliner   | 10     | 1938–?         |
| Boeing 314 Clipper       | 12     | 1938–1941      |
| Boeing 377 Stratocruiser | 56     | 1947–1950      |
| Boeing 707/720           | 878    | 1958–1979      |
| Boeing 717               | 156    | 1998–2006      |
| Boeing 727               | 1832   | 1963–1984      |
| Boeing 757               | 1049   | 1982–2004      |
| Boeing 747               | 1573   | 1969–2023      |

### Wojskowe
| Samolot                     | Liczba  | Lata produkcji |
| --------------------------- | ------- | -------------- |
| Boeing B-17 Flying Fortress | 12 7311 | 1936–1945      |
| Boeing B-29 Superfortress   | 3 970²  | 1943–1946      |
| Boeing B-47 Stratojet       | 2 032³  | 1947–1957      |
| Boeing B-50 Superfortress   | 320     | 1947–1953      |
| Boeing B-52 Stratofortress  | 744     | 1952–1962      |

| Samolot                                      | Liczba    | Lata produkcji |
| -------------------------------------------- | --------- | -------------- |
| Boeing P-26 Peashooter                       | 151       | 1932–1936      |
| Rozpoczęte przez McDonnell Douglas (po 1997) |           |                |
| McDonnell Douglas F/A-18 Hornet              |           | 1978–2000      |
| McDonnell Douglas AV-8B Harrier II           |           | 1981–2003      |
| McDonnell Douglas F-15E Strike Eagle         | 188 z 464 | 1985–          |
| Boeing F/A-18E/F Super Hornet                | 573       | 1995–          |
| Boeing EA-18G Growler                        | 116       | 2006–          |

| Samolot                    | Liczba  | Lata produkcji           |
| -------------------------- | ------- | ------------------------ |
| Boeing KB-29/KB-50         | 282/136 | z istniejących B-29/B-50 |
| Boeing KC-97 Stratotanker  | 8111    | 1949–1954                |
| Boeing KC-135 Stratotanker | 761²    | 1954–1965                |
| Boeing 707                 | 32³     | zmodyfikowane 707-300    |
| Boeing 747                 | 3       | zmodyfikowane 747-100    |
| Boeing KC-767              | 8       | 2003–                    |
| Boeing KC-46               | 72      | 2013–                    |

| Samolot                                      | Liczba    | Lata produkcji |
| -------------------------------------------- | --------- | -------------- |
| Boeing C-97 Stratofreighter                  | 60        | 1949–1954      |
| Boeing C-135 Stratolifter                    | 451       | 1954–1965      |
| Boeing VC-25A / VC-25B                       | 2 / 2     | 1986 / 2015    |
| Boeing C-32                                  | 6²        | 1998           |
| Boeing C-40 Clipper                          | 21        | 2001–          |
| Rozpoczęte przez McDonnell Douglas (po 1997) |           |                |
| Boeing C-17 Globemaster III                  | 259 z 279 | 1991–2015      |

Inne
- Konwersje C-135/KC-135
  - Boeing RC-135
  - Boeing EC-135
  - Boeing NC-135
  - WC-135 Constant Phoenix
  - OC-135B Open Skies

- Pochodne 707
  - Boeing E-3 Sentry – 68, 1977–1992
  - Boeing E-6 Mercury – 16, 1987–1992
  - Northrop Grumman E-8 Joint STARS – 17

- Pochodne 737
  - Boeing T-43 – 19
  - Boeing 737 AEW&C – 14
  - Boeing P-8 Poseidon – 76

- Boeing L-15 Scout – 12, 1947–1948
- Boeing E-4 – 4, 1972–1975 (B747)
- Boeing E-767 – 4, 1994–1999 (B767-27C)
- McDonnell Douglas/Boeing T-45 Goshawk – 214 (BAE Hawk)

## Produkcja i zamówienia
|         | 707  | 717 | 727  | 737    | 747  | 757  | 767  | 777  | 787  | Suma   |
| ------- | ---- | --- | ---- | ------ | ---- | ---- | ---- | ---- | ---- | ------ |
| 1958    | 8    |     |      |        |      |      |      |      |      | 8      |
| 1959    | 77   |     |      |        |      |      |      |      |      | 77     |
| 1960    | 91   |     |      |        |      |      |      |      |      | 91     |
| 1961    | 80   |     |      |        |      |      |      |      |      | 80     |
| 1962    | 68   |     |      |        |      |      |      |      |      | 68     |
| 1963    | 34   |     | 6    |        |      |      |      |      |      | 40     |
| 1964    | 38   |     | 95   |        |      |      |      |      |      | 133    |
| 1965    | 61   |     | 111  |        |      |      |      |      |      | 172    |
| 1966    | 83   |     | 135  |        |      |      |      |      |      | 218    |
| 1967    | 118  |     | 155  | 4      |      |      |      |      |      | 277    |
| 1968    | 111  |     | 160  | 105    |      |      |      |      |      | 376    |
| 1969    | 59   |     | 114  | 114    | 4    |      |      |      |      | 291    |
| 1970    | 19   |     | 55   | 37     | 92   |      |      |      |      | 203    |
| 1971    | 10   |     | 33   | 29     | 69   |      |      |      |      | 141    |
| 1972    | 4    |     | 41   | 22     | 30   |      |      |      |      | 97     |
| 1973    | 11   |     | 92   | 23     | 30   |      |      |      |      | 156    |
| 1974    | 21   |     | 91   | 55     | 22   |      |      |      |      | 189    |
| 1975    | 7    |     | 91   | 51     | 21   |      |      |      |      | 170    |
| 1976    | 9    |     | 61   | 41     | 27   |      |      |      |      | 138    |
| 1977    | 8    |     | 67   | 25     | 20   |      |      |      |      | 120    |
| 1978    | 13   |     | 118  | 40     | 32   |      |      |      |      | 203    |
| 1979    | 6    |     | 136  | 77     | 67   |      |      |      |      | 286    |
| 1980    | 3    |     | 131  | 92     | 73   |      |      |      |      | 299    |
| 1981    | 2    |     | 94   | 108    | 53   |      |      |      |      | 257    |
| 1982    | 8    |     | 26   | 95     | 26   | 2    | 20   |      |      | 177    |
| 1983    | 8    |     | 11   | 82     | 22   | 25   | 55   |      |      | 203    |
| 1984    | 8    |     | 8    | 67     | 16   | 18   | 29   |      |      | 146    |
| 1985    | 3    |     |      | 115    | 24   | 36   | 25   |      |      | 203    |
| 1986    | 4    |     |      | 141    | 35   | 35   | 27   |      |      | 242    |
| 1987    | 9    |     |      | 161    | 23   | 40   | 37   |      |      | 270    |
| 1988    |      |     |      | 165    | 24   | 48   | 53   |      |      | 290    |
| 1989    | 5    |     |      | 146    | 45   | 51   | 37   |      |      | 284    |
| 1990    | 4    |     |      | 174    | 70   | 77   | 60   |      |      | 385    |
| 1991    | 14   |     |      | 215    | 64   | 80   | 62   |      |      | 435    |
| 1992    | 5    |     |      | 218    | 61   | 99   | 63   |      |      | 446    |
| 1993    |      |     |      | 152    | 56   | 71   | 51   |      |      | 330    |
| 1994    | 1    |     |      | 121    | 40   | 69   | 41   |      |      | 272    |
| 1995    |      |     |      | 89     | 25   | 43   | 37   | 13   |      | 207    |
| 1996    |      |     |      | 76     | 26   | 42   | 43   | 32   |      | 219    |
| 1997    |      |     |      | 135    | 39   | 46   | 42   | 59   |      | 321    |
| 1998    |      |     |      | 282    | 53   | 54   | 47   | 74   |      | 510    |
| 1999    |      | 12  |      | 320    | 47   | 67   | 44   | 83   |      | 573    |
| 2000    |      | 32  |      | 282    | 25   | 45   | 44   | 55   |      | 483    |
| 2001    |      | 49  |      | 299    | 31   | 45   | 40   | 61   |      | 525    |
| 2002    |      | 20  |      | 223    | 27   | 29   | 35   | 47   |      | 381    |
| 2003    |      | 12  |      | 173    | 19   | 14   | 24   | 39   |      | 281    |
| 2004    |      | 12  |      | 202    | 15   | 11   | 9    | 36   |      | 285    |
| 2005    |      | 13  |      | 212    | 13   | 2    | 10   | 40   |      | 290    |
| 2006    |      | 5   |      | 302    | 14   |      | 12   | 65   |      | 398    |
| 2007    |      |     |      | 330    | 16   |      | 12   | 83   |      | 441    |
| 2008    |      |     |      | 290    | 14   |      | 10   | 61   |      | 375    |
| 2009    |      |     |      | 372    | 8    |      | 13   | 88   |      | 481    |
| 2010    |      |     |      | 376    |      |      | 12   | 74   |      | 462    |
| 2011    |      |     |      | 372    | 9    |      | 20   | 73   | 3    | 477    |
| 2012    |      |     |      | 415    | 31   |      | 26   | 83   | 46   | 601    |
| 2013    |      |     |      | 440    | 24   |      | 21   | 98   | 65   | 648    |
| 2014    |      |     |      | 485    | 19   |      | 6    | 99   | 114  | 723    |
| 2015    |      |     |      | 495    | 18   |      | 16   | 98   | 135  | 762    |
| 2016    |      |     |      | 490    | 9    |      | 13   | 99   | 137  | 748    |
| 2017    |      |     |      | 529    | 14   |      | 10   | 74   | 136  | 763    |
| 2018    |      |     |      | 580    | 6    |      | 27   | 48   | 145  | 806    |
| 2019    |      |     |      | 127    | 7    |      | 43   | 45   | 158  | 380    |
| 2020    |      |     |      | 43     | 5    |      | 30   | 26   | 53   | 157    |
| 2021    |      |     |      | 263    | 7    |      | 32   | 24   | 14   | 340    |
| 2022    |      |     |      | 387    | 5    |      | 33   | 24   | 31   | 480    |
| Suma    | 1010 | 155 | 1831 | 11 264 | 1572 | 1049 | 1271 | 1701 | 1037 | 20 620 |
| Model   | 707  | 717 | 727  | 737    | 747  | 757  | 767  | 777  | 787  |        |
| Aktywne |      | 105 | 38   | 8077   | 396  | 585  | 764  | 1341 | 1015 | 12 321 |